# HoReCa
HoReCa (także HORECA oraz HOREKA) – popularne łączne określenie sektora hotelarskiego oraz gastronomicznego, które wywodzi się od słów Hotel, Restaurant, Catering (niektórzy interpretują ostatnią część jako "café", co odnosi się do kawiarni). Sektor ten obejmuje różnorodne instytucje związane z szeroko pojętymi usługami hotelarskimi i gastronomicznymi. Nazwa została po raz pierwszy oficjalnie użyta w 1949 roku, gdy powstał Międzynarodowy Związek Krajowych Organizacji Hotelarskich, Restauracyjnych i Kawiarnianych, mającą na celu obronę praw osób, które były zatrudnione w sektorze hotelarskim oraz gastronomicznym. Z czasem termin skrót HoReCa szybko stał się powszechnym określeniem i zaczął być używany do określania całej tej branży. Choć sama organizacja przestała istnieć wiele lat temu, nazwa HoReCa wciąż pozostaje popularna i używana do dziś. 
W raporcie UE dotyczącym konkurencyjności turystyki z 2009 roku do branży zaliczono działalność hoteli (w tym i pozostałych baz noclegowych), restauracji, barów, kantyn oraz firm kateringowych.

## Analiza UE
Według raportu Europejskiego Urzędu Statystycznego z 2004 roku w branży HoReCa pracowało ponad 7,8 miliona osób w EU-25 (wraz z Islandią, Norwegią i Szwajcarią). Sektor charakteryzuje się młodym wiekiem osób zatrudnionych (48% pracowników poniżej 35 roku życia) oraz dużym odsetkiem zatrudnienia tymczasowego (26% pośród całego sektora prac dorywczych). Najwyższy odsetek zatrudnionych młodych osób zanotowano w Holandii (67% ogółu zatrudnionych w sektorze), najmniejszy zaś na Cyprze (32%). Ponadto ponad połowę zatrudnionych (54,1%) stanowiły kobiety.
W raporcie z 2009 roku sporządzonym dla UE podkreślono znaczenie turystyki kulturowej jako jednego z najszybciej rozwijających się rynków. Stwierdzono jednak specyficzne problemy HoReCa – dużą sezonowość branży, trudne warunki pracy, a także znacznie niższe zarobki w stosunku do innych branż usługowych.